# Libellula gaigei
Libellula gaigei is een libellensoort uit de familie van de korenbouten (Libellulidae), onderorde echte libellen (Anisoptera).
De wetenschappelijke naam Libellula gaigei is voor het eerst geldig gepubliceerd in 1938 door Gloyd.